# Дубовцы (Тернопольская область)
Дубовцы (укр. Дубівці) — село в Байковецкой сельской общине Тернопольского района Тернопольской области Украины.
Население по переписи 2001 года составляло 777 человек. Почтовый индекс — 47701. Телефонный код — 352.